# Linduška rudokrká
Linduška rudokrká (Anthus cervinus) je malý pták z čeledi konipasovitých. 

## Popis

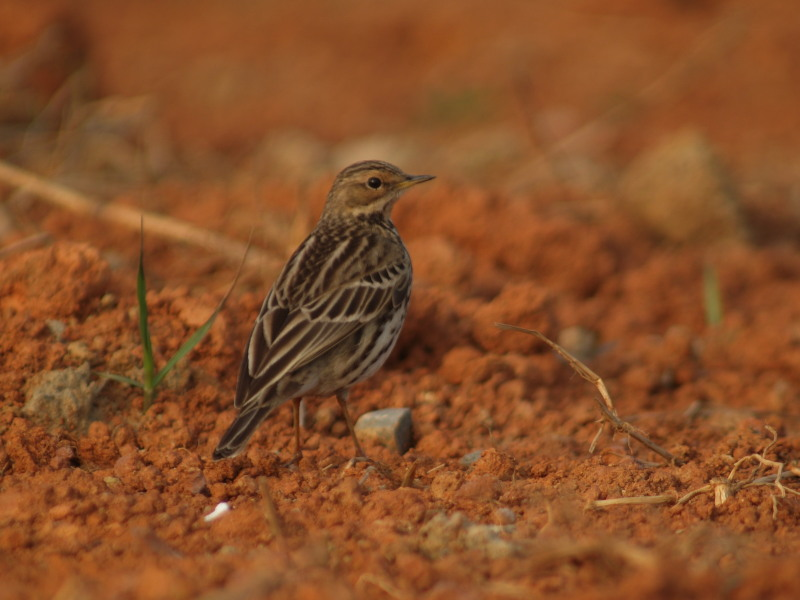
Mladý pták

Mladí ptáci se podobají lindušce luční, dospělí se od všech ostatních druhů lindušek liší rezavým (v zimě až oranžově hnědým) hrdlem, jehož barva může u samců zasahovat až do okolí oka. Ve všech šatech je hustě černě čárkovaná, včetně hřbetu a kostřece. 

## Rozšíření

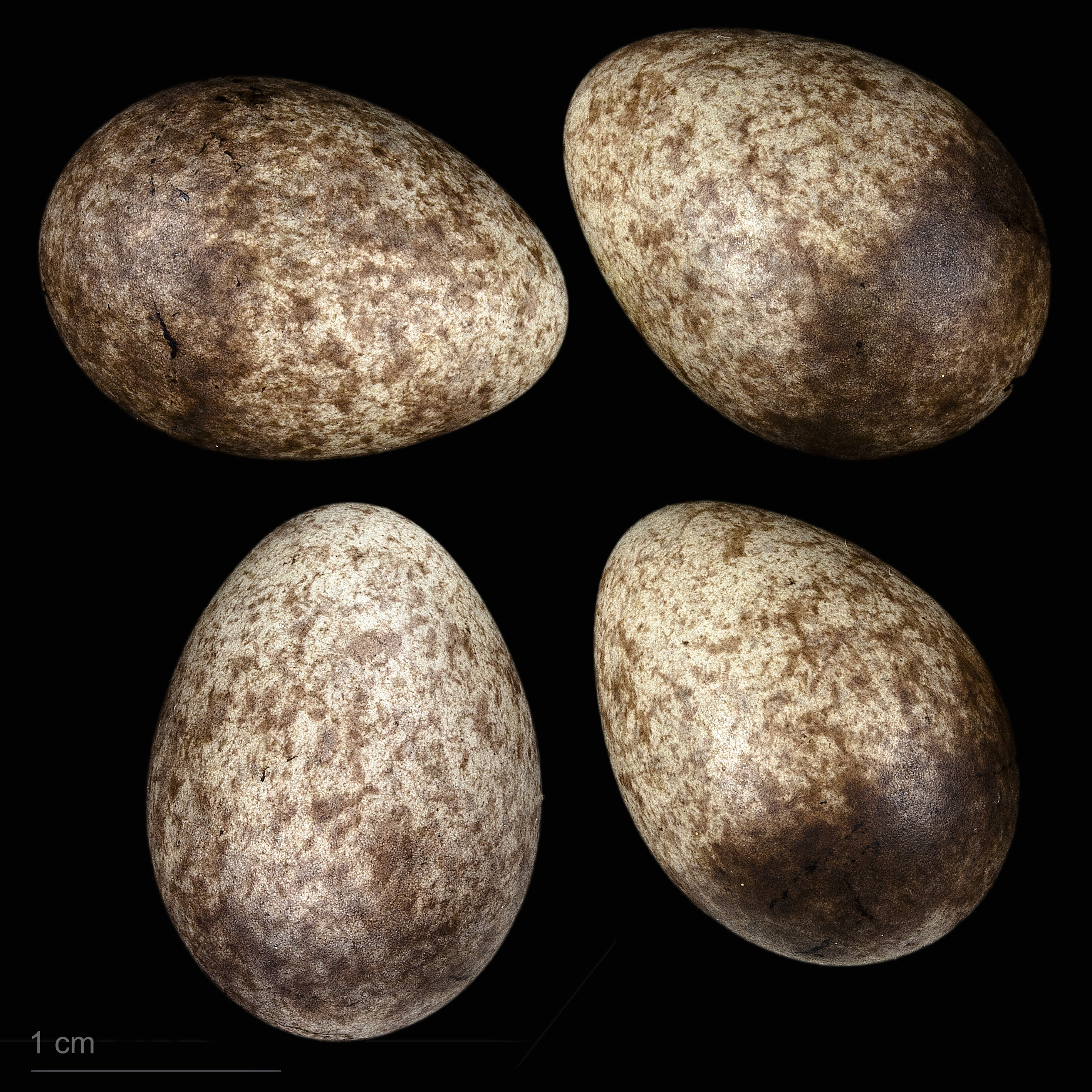
Vajíčka

Hnízdí na holých horských svazích a v tundře na severu Evropy; V ČR pravidelně protahuje na jaře i na podzim.